# Nhà trọ Nhất Khắc
Nhà trọ Nhất Khắc (Nhật: めぞん一刻 Hepburn: Mezon Ikkoku) là một manga seinen do tác giả Takahashi Rumiko sáng tác.

## Cốt truyện
Như cái tên của tác phẩm đã nêu, câu chuyện xảy ra tại một nhà trọ mang tên là Nhất Khắc (Ikkoku). Người quản lý nhà trọ trước đó đã quyết định nghỉ hưu, và ông cử một phụ nữ trẻ tên là Otonashi Kyoko đến thay thế mình. Người quản lý xinh đẹp đã khiến Godai Yusaku, người học trò nghèo trọ ở phòng 5 thầm yêu thương. Tuy nhiên, Yusaku gặp rất nhiều khó khăn trong việc bày tỏ tình cảm với Kyoko. Những lần anh tỏ tình với Kyoko hầu như đều thất bại: hoặc anh bị người khác vô tình làm gián đoạn, hoặc anh làm Kyoko hiểu lầm và gây ra những tình huống dở khóc dở cười. Mọi chuyện trở nên rắc rối hơn khi Kyoko gia nhập một câu lạc bộ quần vợt dành cho phụ nữ, ở đó cô gặp Mitaka Shun, một người thanh niên giàu có, đẹp trai nhưng tốt bụng. Shun thực lòng yêu thương Kyoko và mong cô kết hôn với anh, nhưng Kyoko cảm thấy khó xử khi đứng trước tình cảm của Yusaku lẫn Shun. Tiếp đó, Nikaido Nozomu, một cậu học sinh 18 tuổi gia nhập "cộng đồng" Ikkoku để rồi cũng thầm thương cô quản lý xinh đẹp của khu nhà trọ. Và một điều ít ai biết là Kyoko đã từng có một người chồng yểu mệnh tên là Otonashi Soichiro, anh qua đời chỉ sáu tháng sau khi hai người kết hôn và hình ảnh người chồng quá cố vẫn còn rất sâu đậm trong trái tim Kyoko. Rõ ràng, đối với Yusaku, một người học trò nghèo, cục mịch và gặp nhiều lận đận trong thi cử, việc có được trái tim của Kyoko không hề đơn giản...

## Manga
Trái với các manga khác của Rumiko, Mezon Ikkoku không được đăng trên tạp chí Shonen Sunday mà trên Big Comic Spirit. Nguyên do là Shonen Sunday đăng mỗi chương một tuần, trong khi đó Big Comic Spirit thì cứ hai tuần mới đăng một chương. Điều này giúp cho sức ép công việc của tác giả Rumiko giảm bớt. Thật ra bà buộc phải làm như vậy vì trong thời gian này Rumiko vừa viết Urusei Yatsura trên Shonen Sunday, vừa viết Mezon Ikkoku trên Big Comic Spirit! Tổng cộng đã có 162 chương Mezon Ikkoku phát hành trên Big Comic Spirit từ tháng 11 năm 1980 tới tháng 4 năm 1987.

Đơn hành bản của manga Mezon Ikkoku.

Sau đó, các chương manga của Mezon Ikkoku bắt đầu xuất hiện trong các đơn hành bản (tankōbon), xuất bản bởi Shogakukan. Tổng cộng có 15 đơn hành bản như vậy, mỗi tập có 10-11 chương. Chất lượng các trang đơn hành bản được đánh giá là tốt hơn so với các trang Mezon Ikkoku trên Big Shonen. Tuy nhiên các đơn hành bản càng lúc càng hiếm, vì Shogakukan về sau đã phát hành các tập truyện mới hơn, đẹp hơn và đắt tiền hơn. Ví dụ như, loạt đơn hành bản khổ rộng (wideban) 10 tập đã được xuất bản vào năm 1993 (cùng với Urusei Yatsura), với một số trang in màu chưa từng xuất hiện trong đơn hành bản Mezon Ikkoku trước đây. Tiếp đó là loạt văn khố bản (bunkoban) được xuất bản năm 1997. Đến năm 2000, loạt tổng tập biên (soushuuhen) của Mezon Ikkoku được phát hành với chất lượng giấy in tốt hơn hẳn, và trong các tập tổng tập biên xuất hiện các trang in màu của Mezon Ikkou từng có trên Big Comic Spirit. Đáng tiếc là bộ tổng tập biên chỉ in đến chương 78 thì ngưng. Và đến năm 2007, bộ tân trang bản Mezon Ikkoku ra mắt độc giả. Mặc dù là "tân trang bản", nhưng nội dung của các bản này không có gì mới, cách trình bày cũng không được đánh giá cao, nhất là trang bìa bị chê là "in cẩu thả". Hầu hết các bản này, phần bìa đều tác giả Takahashi Rumiko chính tay thiết kế. Và tạp chí Big Comic Sprit cũng tự xuất bản các tập sách Mezon Ikkoku của riêng mình, được đánh giá là trình bày khá bắt mắt. Trong các tập sách của Big Comic Spirit cũng được in kèm theo các trang màu của Mezon Ikkoku cùng với những trang phỏng vấn các fan hâm mộ câu chuyện ở nhà trọ Nhất Khắc.

Mezon Ikkoku bản tiếng Anh.

Bản manga tiếng Anh do Nhà xuất bản Viz Media, công ty con của Shogakukan và Shueisha xuất bản. Ban đầu, cứ mỗi tháng Viz xuất bản các tập truyện độ dài 2 chương 1 cuốn, và sau 6 tháng Viz tập hợp các chương này lại thành một tập truyện lớn 12 chương. Đã có 14 tập như vậy ra đời. Năm 2004, Viz tái bản Mezon Ikkoku, bản mới này tuy kích cỡ nhỏ hơn nhưng cách đọc được giữ nguyên từ phải sang trái giống như cách đọc bên Nhật, và, quan trọng hơn, các chương còn khuyết thiếu trong bản cũ nay đã được bổ sung đầy đủ trong bản mới.
Ngoài ra Mezon Ikkoku còn có một cuốn Art Book Collection, và trọng tâm của nó hướng về anime nhiều hơn là manga.
Bạn đọc cũng có thể tìm đọc online các chương của Mezon Ikkoku trên một số trang web, ví dụ Manga Volume hay AnimeA. Tuy nhiên phần lớn các bản tiếng Anh trên trang này lấy từ bộ truyện bản cũ, các trang được in lộn ngược để đọc từ trái sang phải.

## Anime
Phim hoạt hình Mezon Ikkoku được trình chiếu lần đầu trên kênh Fuji TV từ ngày 26 tháng 3 năm 1986 đến ngày 2 tháng 3 năm 1988. Một điều khá thú vị là, Mezon Ikkoku được đánh giá là một trong số các xê-ri phim dài tập ngắn nhất của tác giả Takahashi Rumiko. Hơn nữa, anime Mezon Ikkoku ra đời khá lâu sau khi manga Mezon Ikkoku (gần 6 năm), nên các nhà làm phim không phải lo thực hiện theo kiểu vừa làm vừa chờ các tập manga ra đời. Họ có đủ thời gian để khảo sát lại và nghiên cứu kỷ phần lớn cốt truyện tác phẩm, từ đó xây dựng bộ phim một cách hoàn hảo hơn và sáng tạo hơn. Bộ anime Mezon Ikkoku chiếm tới 16,2% lượt khán giả xem truyền hình, trong đó tập 1 là cao nhất: 22,1 %.
Ê-kíp làm phim Mezon Ikkoku cũng giống như nhóm thực hiện Urusei Yatsura trước đây, trong đó có những nhân vật nổi tiếng như:
- Đạo diễn: Yamazaki Kazuo
- Episode director: Mochizuki Tomomi
- Xây dựng nhân vật: Moriyama Yuji và Takada Akemi
- Âm nhạc: Kawai Kenji

Nhưng sau đó không lâu, Kitty Animation, một công ty tham gia thực hiện Mezon Ikkoku và sau này là Một nửa Ranma đã thực hiện một số thay đổi về nhân sự trong ê-kíp thực hiện bộ phim. Họ yêu cầu lồng các đoạn nhạc của nghệ sĩ người Mỹ Gilbert O'Sullivan, và các đoạn nhạc phim mở đầu và kết thúc phải được thay đổi (trong một thời hạn rất ư là ngắn). Và trong thời gian này, một thành viên trong nhóm đảm trách xây dựng nhân vật là Moriyama Yuji rời khỏi dự án bởi nhiều lý do riêng, mặc dù ông đã kịp quay lại để tham gia thiết kế bộ anime movie The Final Chapter. nhưng may mắn là Takada Akemi, một trong những chuyên gia nổi tiếng nhất trong lãnh vực này, vẫn đủ sức để đảm đương vai trò khi Yuji rút lui. Đến năm 1988, tức là gần cuối xê-ri anime, Mezon Ikkoku đột ngột gặp một số khó khăn khi số lượng khán giả sụt giảm, nhân sự thay đổi và lịch làm việc của một số diễn viên lồng tiếng trở nên hết sức dày đặc. Tuy nhiên bộ anime rồi cũng kết thúc tốt đẹp trong năm đó, và nó trở thành một trong những anime được yêu thích nhất Nhật Bản.
Sau đó, Mezon Ikkoku còn có 3 tập OVA, tên là:
- Utsuriyuku Kisetsu no Naka de (Through the Passing Seasons), phát hành vào ngày 25 tháng 9 năm 1988. Bộ OVA dài 90 phút này có thể được xem là một bản tóm tắt của toàn bộ tác phẩm Mezon Ikkoku. Các cảnh trong bộ phim phần lớn chính là các cảnh trong bộ anime nhiều tập, được cắt ra và ghép khéo léo để tạo thành một câu chuyện hoàn chỉnh.
- Ikkoku-kou Nanpa Shimatsuki (Shipwrecked on Ikkoku Island), phát hành vào ngày 31 tháng 1 năm 1991 và kéo dài 30 phút. Cốt truyện bộ OVA diễn ra vào một chuyến đi nghỉ mát của các nhân vật chính trong Mezon Ikkoku. Nhưng trong chuyến hành trình họ bị đắm tàu và dạt vào một hòn đảo...
- Predule Mezon Ikkoku: When the Cherry Blossoms Return in the Spring, phát hành vào ngày 25 tháng 6 năm 1992 nói về chuyện tình giữa Kyoko và người chồng xấu số Soichiro cùng với khoảng thời gian trước khi Kyoko làm quản lý nhà trọ Nhất Khắc. Giống như Utsuriyuku Kisetsu no Naka de, bộ OVA này cũng sử dụng các cảnh lấy trong bộ phim anime nhiều tập để xây dựng nên cốt truyện của nó.

### MovieKanketsuhen

Áp phích bộ phim Kanketsuhen

Đến ngày 6 tháng 2 năm 1988, tức 3 ngày sau khi loạt anime phát sóng trên truyền hình kết thúc, bộ movie Kanketsuhen (The Final Chapter) được trình chiếu trên màn ảnh, gần như đồng thời với Urusei Yatsura Movie 5: The Final Chapter. Bộ movie phát hành trên DVD có 2 phiên bản, bản gốc dài 72 phút và bản sửa chữa (thêm thắt các đoạn nhạc mở đầu/kết thúc, các đoạn prewiew,...) dài 90 phút. Cốt truyện của bộ Movie diễn ra vào hai ngày trước khi hai nhân vật chính Godai Yusaku và Otonashi Kyoko làm đám cưới. Có lẽ vì đã lỡ là "The Final Chapter" (chương cuối) nên gần như toàn bộ các nhân vật trong Mezon Ikkoku đều xuất hiện trong movie này.
Thông tin về bộ phim:
- Tên tiếng Anh: The Final Chapter
- Tên tiếng Nhật: Kanketsuhen
- Chiếu lần đầu: ngày 6 tháng 2 năm 1988
- Bài hát trong phim: Kiss of Glass thể hiện bởi Himenogi Rika
- Đạo diễn: Mochizuki Tomomi
- Hình ảnh: Shimada Michiru & Moichizuki Tomomi
- Âm nhạc: Mori Hideharu
- Thiết kế nhân vật: Moriyama Yuji

### Các bài hát trong anime Mezon Ikkoku
Tất các cái bài hát trong Mezon Ikkoku được tập hợp trong album Mezon Ikkoku Shīdī Shinguru Memoriaru Fairu phát hành vào ngày 7 tháng 11 năm 1998. Trước đó vào tháng 11 năm 1989, các đoạn nhạc phim mở đầu và kết thúc của Mezon Ikkoku đã được tập hợp thành một bộ phim ngắn dài 30 phút.
Bài hát đầu
- Kanashimi yo Konnichi wa (thể hiện bởi Yuki Saito, chương 1-23, 25-37)
- Alone Again (Naturally) (thể hiện bởi Gilbert O'Sullivan, chương 24)
- Suki sa (thể hiện bởi Anzen Chitai, chương 38-52)
- Sunny Shining Morning (thể hiện bởi Kiyonori Matsuo, chương 53-76)
- Hi Damari (thể hiện bởi Kōzō Murashita, chương 77-96)

Bài hát cuối
- Ashita Hareru ka (thể hiện bởi Takao Kisugi, chương 1-14)
- Ci · ne · ma (thể hiện bởi Picasso, chương 15-23, 25-33)
- Get Down (thể hiện bởi Gilbert O'Sullivan, chương 24)
- Fantasy (thể hiện bởi Picasso, chương 34-52)
- Sayonara no Sobyō (Sayonara no dessan) (thể hiện bởi Picasso, chương 53-76)
- Begin the Night (thể hiện bởi Picasso, chương 77-96)

### Các video games về Mezon Ikkoku
- Maison Ikkoku: Omoide no Photograph (1986, thể loại phiêu lưu, Microcabin, chơi trên máy PC-9801 và PC Engine)
- Maison Ikkoku: Omoide no Photograph (1988, thể loại phiêu lưu, Bothtec, chơi trên máy Famicom)
- Maison Ikkoku Kanketsuhen: Sayonara, Soshite...... (1988, thể loại phiêu lưu, Microcabin, chơi trên máy PC-9801 and MSX2)

## Bộ phim truyền hình Mezon Ikkoku

Áp phích phim Mezon Ikkoku trình chiếu năm 2007

Giống như Ichi-Pondo no Fukuin, Mezon Ikkoku đã được dựng thành phim truyền hình. Cho đến nay đã có ba bộ phim về tác phẩm nổi tiếng này.

### Toki wo Koeru Omoi

#### Thông tin chi tiết
- Tên Nhật: Toki wo Koeru Omoi
- Tên tiếng Anh: Appartment Fantasy
- Chiếu lần đầu:: 10 tháng 10 năm 1986

#### Tham gia làm phim
- Tác giả: Takahashi Rumiko
- Đạo diễn: Sawai Shinichiro
- Biên kịch: Tanaka Yozo
- Âm nhạc: Hishashi Jo

### Mezon Ikkoku

#### Thông tin chi tiết
- Tên Nhật: Mezon Ikkoku
- Kanji: めぞん一刻
- Chiếu lần đầu:: 12 tháng 7 năm 2007
- Thời gian công chiếu: Thứ 7 lúc 21 giờ
- Nhạc nền: Mamotte Agetai thể hiện bởi Yumi Matsutoya (松任谷由実)

#### Tham gia làm phim
- Kịch bản gốc: Takahashi Rumiko
- Đạo diễn: Motoki Katsuhide (本木克英)
- Biên kịch: Yoshikazu Okada (内山聖子)
- Âm nhạc: Yoshikazu Suo (周防義和)

### Mezon Ikkoku Kanketsuhen

#### Thông tin chi tiết
- Tên Nhật: Mezon Ikkoku Kanketsuhen
- Kanji: めぞん一刻　完結編
- Đánh giá: 8.0 (Kanto)
- Chiếu lần đầu:: 26 tháng 7 năm 2008
- Thời gian công chiếu: Thứ 7 lúc 21 giờ
- Nhạc nền:

#### Tham gia làm phim
- Kịch bản gốc: Takahashi Rumiko
- Đạo diễn: Hiroshi Akabane (赤羽博)
- Biên kịch: Yoshikazu Okada (内山聖子)